# Teodoro Sampaio (São Paulo)
Teodoro Sampaio – miasto i gmina w Brazylii, w stanie São Paulo. Znajduje się w mezoregionie Presidente Prudente i mikroregionie Presidente Prudente.